# Rechtsextreme Netzwerke
Als rechtsextreme Netzwerke werden Verknüpfungen organisatorisch ungebundener rechtsextremistischer Vereinigungen verstanden. Kontakte bestehen darüber hinaus auch zu fest gefügten rechtsextremistischen Organisationen. Diese Verknüpfungen sind ständig wechselnd. Die lose Form der Netzwerke erschwert sowohl die Beobachtung durch Polizei und Verfassungsschutz als auch die juristische Handhabe. Verbotsverfahren wie sonst gegen Vereine und Parteiverbote sind kaum möglich.
Im deutschsprachigen Raum entstehen überregionale Bündnisse üblicherweise durch Zusammenschlüsse von freien Kameradschaften. Die Vereinigungen haben meist geringe Mitgliederzahlen (ca. 10–50), sind oft nur regional tätig und in ihrer Existenz stark abhängig von der jeweiligen Führungsfigur. Die NPD ist bestrebt, die Kameradschaften für ihre politische Arbeit zu nutzen.

## Hintergrund
Der Begriff der Kameradschaft wird im rechtsextremen Sprachgebrauch auch militärisch genutzt. Es soll damit der kameradschaftliche Zusammenhalt in der Wehrmacht verklärt und als Ideal dargestellt werden. In den 70ern stellten die milizionären Wehrsportgruppen Netzwerke in diesem Sinne dar, in denen vorgeblich die körperliche Ertüchtigung für den Kampf im Vordergrund stand. Als Saalordner und Schlägertruppe wurden diese von den etablierten rechtsextremen Parteien genutzt. Nach mehreren Anschlägen und Gewaltakten mit Todesopfern wurden zahlreiche Wehrsportgruppen als verfassungsfeindliche Organisationen verboten.
Auch eine Verbindung mit der inzwischen verbotenen Freiheitlichen Deutschen Arbeiterpartei (FAP) und anderen verbotenen Parteien und Vereinen kann gesehen werden, da nicht alle Mitglieder in die legalen Parteien NPD und Republikaner wechselten, sondern kleine Interessensgruppen bildeten. Ebenso bekamen diese Gruppen Zulauf durch Unterstützer oder auch nach Streitigkeiten Ausgetretene aus den Parteien.
Da sich nach Vorbild der Revolutionären Zellen und Autonomen Antifa-Gruppen zeigte, dass kleine Interessensverbände schwerer von den Staatsorganen zu beobachten und zu verfolgen sind als öffentliche Parteien, fanden sich in den neu gebildeten Gruppen immer mehr Anhänger rechtsextremer und -radikaler Gesinnung zusammen. Dieses Konzept der Freien Nationalisten wurde aber auch bewusst von den ehemaligen Kadern der verbotenen Parteien gefördert und umgesetzt. Die Verbindung der Gruppen untereinander zum Informationsaustausch sowie zur Planung von Demonstrationen erfolgt auf dem kurzen Dienstweg und erschwert somit die Reaktion der Behörden auf erzielte Erkenntnisse aus der Kommunikationsüberwachung. Das Internet stellt dabei eine bequeme Möglichkeit zur anonymisierten Kommunikation dar.
Eine Verbindung mit den soldatenkameradschaftlichen Vereinen allgemein ist kaum herzustellen. Diese Vereine haben in heutiger Zeit meist nur noch den Stellenwert eines Schützenvereins, rechtsextreme Ausrichtungen sind hier nur vereinzelt zu finden. Allerdings versuchen Mitglieder des rechtsextremen Spektrums, in der Bundeswehr Fuß zu fassen, um ihre Ideen zu verbreiten. Funktionäre neonazistischer Gruppierungen fordern mitunter dazu auf, mit einer Ausbildung bei der Bundeswehr auch Zugang zu Reservistenkameradschaften zu suchen.
Siehe auch: Rechtsextremismus im Internet, Liste in Deutschland verbotener rechtsextremistischer Organisationen

## Beschreibung der Netzwerke
Die rechtsradikalen Netzwerke sind sowohl horizontal als auch vertikal ausgerichtet. Eine zentralisierte Ausrichtung findet nur im Sinne der überregionalen Bündnisse statt. Trotz dieser Ausrichtungen ist eindeutig das Bestreben der einzelnen Gruppierungen nach Unabhängigkeit voneinander zu erkennen. Propagandistisch wird aber stets vordergründige Einigkeit kommuniziert.

### Überregionale Bündnisse
Die Freien Kameradschaften in Deutschland sind zum Großteil in vier überregionale Bündnisse organisiert:
- Nationales und Soziales Aktionsbündnis Mitteldeutschland (kurz NSAM)
- Nationales und Soziales Aktionsbündnis Norddeutschland (kurz NSAN)
- Widerstand Süd
- Widerstand West

Die Verwendung des Terminus Mitteldeutschland für die neuen Bundesländer entspricht dem revisionistischen Verständnis in Bezug auf das frühere Deutsche Reich.
Des Weiteren gibt es Bestrebungen, auf Länder und Regionalebene die Kameradschaften zu bündeln, so auch:
- Aktionsbündnis Mittelhessen
- Aktionsbüro Rhein-Neckar (Rheinland-Pfalz)
- Nationaler Widerstand Berlin-Brandenburg (kurz NWBB)
- Selbstschutz Sachsen-Anhalt (kurz SS-SA)
- Soziales und Nationales Bündnis Pommern

Außerdem wirkt die Hilfsorganisation für nationale politische Gefangene und deren Angehörige (HNG) als Vermittler zwischen den teilweise zerstrittenen Vereinigungen.

### Parteigesteuerte Netzwerke
Die rechtsextremen Parteien nutzen, wenn auch meist inoffiziell, die diversen Vereinigungen zur Unterstützung ihrer politischen Arbeit. Insbesondere die NPD hat in den neuen Bundesländern oft enge Kontakte zu den Kameradschaften und nutzt deren Mitglieder zur Unterstützung von Demonstrationen und als Anwerber bei Rechtsrock-Konzerten. Die Republikaner suchen auch den Anschluss zu diesen Netzwerken, werden aber meist als zu gemäßigt abgelehnt. Eine offizielle Steuerung durch die Parteien wird zwar stets bestritten, ist aber durch die Führung von Akteuren in Personalunion leicht nachzuvollziehen.
Innerhalb der diffusen Ausrichtungen der Gruppierungen gibt es aber auch Tendenzen, sich von diesen Parteien zu distanzieren, da sie die den Rechtsextremisten verhasste Gesellschaftsordnung aufgrund ihrer verfassungsgemäßen Beschränkungen nicht bekämpfen können. Es bestehen oft auch inhaltliche und persönliche Differenzen, die von den Seilschaften als Abspaltungsgründe genannt werden.
Zahlreiche Stiftungen und parteinahe Organisationen versuchen, ihre politische Arbeit nicht offensichtlich zu gestalten, und wirken teilweise subtil. Auch wird hier oft versucht, eine Brücke zu den rechten Rändern der konservativen Parteien aufzubauen.
Einigen rechtsorientierten Studentenverbindungen wie zum Beispiel den Burschenschaften Danubia München und Normannia Jena sowie dem Dachverband Deutsche Burschenschaft werden rechtsextreme Agitation sowie Beziehungen zu parteinahen Organisationen unterstellt bzw. sie werden in diversen Verfassungsschutzberichten erwähnt. Über so aufgebauten Beziehungsnetzwerke sind rechtsextreme Parteien, bzw. die ihnen nahestehenden Organisationen, in der Lage, Nachwuchskräfte, die ihre politische Meinung teilen, gezielt zu fördern und zu beeinflussen. Auch steigen die Alten Herren meist innerhalb der Parteistrukturen auf und unterstützen ihre ehemaligen Studentenkollegen direkt.

### Unabhängige Netzwerke
Da die Netzwerke in einer losen Organisationsform bestehen, ändern sich schnell Namen und Bezeichnungen je nach tagespolitischer Opportunität oder Ausweichnotwendigkeit aufgrund staatsanwaltschaftlicher Ermittlungen. Eine grundsätzliche Gliederung ist jedoch möglich hinsichtlich regionaler, zeitlicher (nur für ein bestimmtes datumsgebundenes oder langfristiges Ziel) und inhaltlicher Aspekte.

#### Freie Kameradschaften
Durch ihre lose Struktur und Bezogenheit auf die Führungsperson sind die freien Kameradschaften (auch autonome Kameradschaften oder kurz KS) einem stetigen Wandel unterzogen. Die Bezeichnungen sind meist als geografische Zuordnung gehalten. Die NPD hat als Kontaktmöglichkeit zur Kameradschaftsszene eigens ein Referat Freie Kameradschaften eingerichtet. Nach einem Verbot werden die Kameradschaften oft unter einem anderen Namen weitergeführt. In Deutschland gibt es nach Einschätzungen des Bundesamtes für Verfassungsschutz etwa 150 regional und überregional agierende Kameradschaften, Schwerpunkte bilden Sachsen mit geschätzten 40 Vereinigungen sowie Bayern.

#### Aktionsbündnisse
- Aktionsfront Nationaler Sozialisten/Nationale Aktivisten, kurz ANS/NA (geführt von Thomas Brehl, verboten 1983)
- Aktionsbündnis Nationaler Sozialisten Schaumburg/OWL

#### Wehrsportgruppen
Unter dem Vorwand der körperlichen und geistigen Ertüchtigung wurden milizionäre Strukturen aufgebaut. Die Wehrsportgruppen wurden als verfassungsfeindlich eingestuft und gerichtlich verboten. Um das Verbot der Wehrsportgruppen zu umgehen, wurden zum Teil Wandergruppen gegründet, die vorgeben, Ausflüge zu veranstalten, bei denen jedoch auch die militärischen Übungen im Vordergrund stehen. Gruppen, die als klassische Wehrsportgruppen mit militärischen Übungen auftraten, waren in den 1970er und 1980er Jahren bedeutend; heute spielen diese kaum noch eine Rolle und in der Szene ist eine zunehmende Überschneidung mit MMA-Clubs und stärker terroristisch geprägten Aktionsformen zu beobachten.

#### Tarnfirmen
Bekannt geworden ist der Fall der sich als Stiftung ausgebenden Wilhelm-Tietjen-Stiftung für Fertilisation Ltd., die lediglich eine nach britischem Recht eingetragene Gesellschaft darstellt und zur Finanzierung von Immobilienkäufen diente. Diese Immobilien sollten dann als Schulungsort und Treffpunkt für rechtsextreme Kader eingesetzt werden.

#### Sonstige Vereinigungen
- Kampfbund Deutscher Sozialisten (KDS), nicht mehr aktiv
- Gesinnungsgemeinschaft der Neuen Front (GdNF)
- Volkstreue Außerparlamentarische Opposition (VAPO), nicht mehr aktiv
- Mädelring Thüringen
- Jugend-Mädel-Bund Thüringen, vormals Aktive Frauen Fraktion – Sektion Thüringen
- Gemeinschaft Deutscher Frauen (GDF), vormals Skingirl Freundeskreis Deutschland (SFD)
- Sache des Volkes (SdV), neofaschistische Sozialrevolutionäre um Jürgen Schwab (1967 – 2023)

### Rechtsextreme Netzwerke im internationalen Vergleich
Zu den ersten Internationalen Netzwerken der europäischen Rechten gehört die verdeckt arbeitende Europäische Soziale Bewegung, welche sich regelmäßig umbenannt hat, um ihre Spuren zu verwischen. In den 70er Jahren bildete sich die formal von dem US-Amerikaner Gary Lauck geleitete NSDAP-Aufbauorganisation. Die Führungsriege stellten deutsche und österreichische Neonazis, die die NSDAP/AO vor allem als Koordinationsplattform nutzen.
In Österreich herrscht eine mit Deutschland vergleichbare Situation. Dies basiert zum Teil auf der gemeinschaftlichen historischen Vergangenheit und Sprache sowie ähnlichen juristischen Verboten. Nach der Zerschlagung der neonazistischen VAPO (Volkstreue Außerparlamentarische Opposition) Anfang der 1990er Jahre mussten sich rechtsextreme Organisationen zurückziehen und versuchten dezentrale Netzwerke aufzubauen. Teile der Freiheitlichen Partei Österreichs (FPÖ) sowie ihrer Vorfeldorganisationen haben Verbindungen zu rechtsextremen Organisationen. Einen bedeutenden Unterschied zur Situation in Deutschland sieht Wolfgang Purtscheller darin, dass mit der FPÖ eine einheitliche, im Parlament vertretene Partei als Vertretung des nationalen Lagers existiert, während in Deutschland mehrere rechte Parteien um die Vorherrschaft in ihrer Zielgruppe konkurrieren und sich damit gegenseitig schwächen.
Die rechtsextremen Netzwerke in anderen Ländern sind meist organisierter und weniger verdeckt agierend als in Deutschland. Hier sind besonders Großbritannien und die USA hervorzuheben, deren liberale Verfassung politische Einschränkungen vor allem in der Meinungsfreiheit ablehnt, aber interessanterweise auch Russland, dort häufen sich seit einigen Jahren die fremdenfeindlichen Übergriffe vor allem auf asiatischstämmige Minderheiten. Die russischen Neonazis werden als überwiegend sehr gewaltbereit, militant und anti-westlich beschrieben. Eine der größten Vereinigungen, der Slawische Bund, wurde im April 2010 von Moskauer Richtern verboten. Die bekanntesten amerikanischen White-Power-Organisationen sind National Alliance (NA) und Ku-Klux-Klan.
Als international agierend gelten das in Deutschland verbotene Bonehead-Netzwerk Blood & Honour (B&H), ihre Jugendorganisation White Youth und der terroristische Arm Combat 18. Einen weiteren Flügel der militanten Nazimusiknetzwerke bilden die Hammerskins.

## Weitere Entwicklung
Die etablierten rechtsextremen Parteien nutzen zunehmend die rechtsextremen Netzwerke zur Verbreitung ihres Gedankengutes. Dabei kommt es zwar oft zu Unstimmigkeiten zwischen der zumindest vorgegebenen Verfassungstreue der Parteien und den radikalen Ansichten der Führungsakteure der Netzwerke, doch scheinen sich die neonazistischen Einflüsse aufgrund erhöhter Mitgliedseintritte zu verfestigen. Dabei ist eine Zunahme des Anteils weiblicher Akteure ebenfalls erkennbar. Der Verfassungsschutz beobachtet die Führungspersönlichkeiten sehr genau, auch wenn die dezentrale Struktur die Beobachtung erheblich erschwert. Die Beobachtungen dieser Personen ist meist auf wenige Jahre beschränkt, da diese ihre Führungsposition oftmals aus familiären Gründen oder auch Inhaftierung aufgeben.
Bei der Landtagswahl 2006 in Mecklenburg-Vorpommern zeigte sich das Zusammenspiel von NPD mit rechtsextremen Kameradschaften und anderen nationalistischen Netzwerken als erfolgreiches Konzept. In manchen Gegenden erreichte die NPD mit ihren Kandidaten aus der Kameradschafts-Szene über 30 Prozent der Stimmen. Auffallend dabei ist, dass die NPD die inhaltliche Führung den Kameradschaftskadern überlässt, die teilweise erst wenige Monate zuvor in die Partei eingetreten sind.